# Indira (telenovela)
Indira es una telenovela boliviana realizada y producida por Nando Chavez y su productora TeleArte Producciones, basado en el primer trasplante de hígado en Bolivia.
Fue protagonizada por Fátima Gómez y Guillermo Sicodowska, y transmitida en 2005, por Megavisión. Es la quinta producción de la franquicia Juanoncho y Sinforoso. Se la considera una de las 9 telenovelas más recordadas, junto con Coraje Salvaje.

## Argumento
Relata la historia emotiva sobre el primer trasplante de hígado, hecho en Bolivia, en el año 1996, a la niña Indira Soruco (de ahí el origen del nombre de la telenovela), el cual repercutió en todo el país, con la prensa y Bolivia entera muy pendiente del caso. Una trama paralela se desarrolla entre el romance de una periodista (también llamada Indira) y Miguel Ángel (Guillermo Sicodowska), el médico que está a cargo de la niña, quien necesita urgentemente la cirugía.

## Elenco
- Fátima Gómez como Indira
- Guillermo Sicodowska como Miguel Ángel